# Lijst van titels van Novak Djokovic
Djokovic heeft in totaal 104 titels gewonnen, waarvan 100 in het enkelspel, 1 in het dubbelspel, 1 Davis Cup-titel, 1 Laver Cup-titel en 1 ATP Cup-titel. Hij heeft ook 3 Challengers gewonnen in het enkelspel.
| Legenda                       | Legenda               |
| ----------------------------- | --------------------- |
| Grand Slam                    |                       |
| Olympische Spelen             |                       |
| tot 2009                      | vanaf 2009            |
| Tennis Masters Cup            | ATP Finals            |
| ATP Masters Series            | ATP Tour Masters 1000 |
| ATP International Series Gold | ATP Tour 500          |
| ATP International Series      | ATP Tour 250          |

## Enkelspel
| Nr.                  | Datum             | Toernooi                  | Ondergrond    | Tegenstander          | Score                              | Ref.          |
| -------------------- | ----------------- | ------------------------- | ------------- | --------------------- | ---------------------------------- | ------------- |
| Gewonnen Finales     |                   |                           |               |                       |                                    |               |
| 1.                   | 23 juli 2006      | ATP Amersfoort            | Gravel        | Nicolás Massú         | 7-6, 6-4                           | Details       |
| 2.                   | 8 oktober 2006    | ATP Metz                  | Hardcourt     | Jürgen Melzer         | 4-6, 6-3, 6-2                      | Details       |
| 3.                   | 7 januari 2007    | ATP Adelaide              | Hardcourt     | Chris Guccione        | 6-3, 6-7, 6-4                      | Details       |
| 4.                   | 1 april 2007      | ATP Miami                 | Hardcourt     | Guillermo Cañas       | 6-3, 6-2, 6-4                      | Details       |
| 5.                   | 6 mei 2007        | ATP Estoril               | Gravel        | Richard Gasquet       | 7-6, 0-6, 6-1                      | Details       |
| 6.                   | 12 augustus 2007  | ATP Montréal              | Hardcourt     | Roger Federer         | 7-6, 2-6, 7-6                      | Details       |
| 7.                   | 14 oktober 2007   | ATP Wenen                 | Hardcourt (i) | Stanislas Wawrinka    | 6-4, 6-0                           | Details       |
| 8.                   | 27 januari 2008   | Australian Open           | Hardcourt     | Jo-Wilfried Tsonga    | 4-6, 6-4, 6-3, 7-6                 | Details       |
| 9.                   | 23 maart 2008     | ATP Indian Wells          | Hardcourt     | Mardy Fish            | 6-2, 5-7, 6-3                      | Details       |
| 10.                  | 11 mei 2008       | ATP Rome                  | Gravel        | Stanislas Wawrinka    | 4-6, 6-3, 6-3                      | Details       |
| 11.                  | 16 november 2008  | Tennis Masters Cup        | Hardcourt (i) | Nikolaj Davydenko     | 6-1, 7-5                           | Details       |
| 12.                  | 1 maart 2009      | ATP Dubai                 | Hardcourt     | David Ferrer          | 7-5, 6-3                           | Details       |
| 13.                  | 10 mei 2009       | ATP Belgrado              | Gravel        | Łukasz Kubot          | 6-3, 7-6                           | Details       |
| 14.                  | 11 oktober 2009   | ATP Peking                | Hardcourt     | Marin Čilić           | 6-2, 7-6                           | Details       |
| 15.                  | 8 november 2009   | ATP Bazel                 | Hardcourt (i) | Roger Federer         | 6-4, 4-6, 6-2                      | Details       |
| 16.                  | 15 november 2009  | ATP Parijs                | Hardcourt (i) | Gaël Monfils          | 6-2, 5-7, 7-6                      | Details       |
| 17.                  | 28 februari 2010  | ATP Dubai (2)             | Hardcourt     | Michail Joezjny       | 7-5, 5-7, 6-3                      | Details       |
| 18.                  | 10 oktober 2010   | ATP Peking (2)            | Hardcourt     | David Ferrer          | 6-2, 6-4                           | Details       |
| 19.                  | 30 januari 2011   | Australian Open (2)       | Hardcourt     | Andy Murray           | 6-4, 6-2, 6-3                      | Details       |
| 20.                  | 26 februari 2011  | ATP Dubai (3)             | Hardcourt     | Roger Federer         | 6-3, 6-3                           | Details       |
| 21.                  | 20 maart 2011     | ATP Indian Wells (2)      | Hardcourt     | Rafael Nadal          | 4-6, 6-3, 6-2                      | Details       |
| 22.                  | 3 april 2011      | ATP Miami (2)             | Hardcourt     | Rafael Nadal          | 4-6, 6-3, 7-6                      | Details       |
| 23.                  | 1 mei 2011        | ATP Belgrado (2)          | Gravel        | Feliciano López       | 7-6, 6-2                           | Details       |
| 24.                  | 8 mei 2011        | ATP Madrid                | Gravel        | Rafael Nadal          | 7-5, 6-4                           | Details       |
| 25.                  | 15 mei 2011       | ATP Rome (2)              | Gravel        | Rafael Nadal          | 6-4, 6-4                           | Details       |
| 26.                  | 3 juli 2011       | Wimbledon                 | Gras          | Rafael Nadal          | 6-4, 6-1, 1-6, 6-3                 | Details       |
| 27.                  | 14 augustus 2011  | ATP Montréal (2)          | Hardcourt     | Mardy Fish            | 6-2, 3-6, 6-4                      | Details       |
| 28.                  | 12 september 2011 | US Open                   | Hardcourt     | Rafael Nadal          | 6-2, 6-4, 6-7, 6-1                 | Details       |
| 29.                  | 29 januari 2012   | Australian Open (3)       | Hardcourt     | Rafael Nadal          | 5-7, 6-4, 6-2, 6-7, 7-5            | Details       |
| 30.                  | 1 april 2012      | ATP Miami (3)             | Hardcourt     | Andy Murray           | 6-1, 7-6                           | Details       |
| 31.                  | 5 augustus 2012   | ATP Toronto (3)           | Hardcourt     | Richard Gasquet       | 6-3, 6-2                           | Details       |
| 32.                  | 7 oktober 2012    | ATP Peking (3)            | Hardcourt     | Jo-Wilfried Tsonga    | 7-6, 6-3                           | Details       |
| 33.                  | 14 oktober 2012   | ATP Shanghai              | Hardcourt     | Andy Murray           | 5-7, 7-6 (11), 6-3                 | Details       |
| 34.                  | 13 november 2012  | ATP World Tour Finals (2) | Hardcourt (i) | Roger Federer         | 7-6 (6), 7-5                       | Details       |
| 35.                  | 27 januari 2013   | Australian Open (4)       | Hardcourt     | Andy Murray           | 6-7, 7-6, 6-3, 6-2                 | Details       |
| 36.                  | 2 maart 2013      | ATP Dubai (4)             | Hardcourt     | Tomáš Berdych         | 7-5, 6-3                           | Details       |
| 37.                  | 21 april 2013     | ATP Monte Carlo           | Gravel        | Rafael Nadal          | 6-2, 7-6                           | Details       |
| 38.                  | 6 oktober 2013    | ATP Peking (4)            | Hardcourt     | Rafael Nadal          | 6-3, 6-4                           | Details       |
| 39.                  | 13 oktober 2013   | ATP Shanghai (2)          | Hardcourt     | Juan Martín del Potro | 6-1, 3-6, 7-6                      | Details       |
| 40.                  | 3 november 2013   | ATP Parijs (2)            | Hardcourt (i) | David Ferrer          | 7-5, 7-5                           | Details       |
| 41.                  | 11 november 2013  | ATP World Tour Finals (3) | Hardcourt (i) | Rafael Nadal          | 6-3, 6-4                           | Details       |
| 42.                  | 16 maart 2014     | ATP Indian Wells (3)      | Hardcourt     | Roger Federer         | 3-6, 6-3, 7-6                      | Details       |
| 43.                  | 30 maart 2014     | ATP Miami (4)             | Hardcourt     | Rafael Nadal          | 6-3. 6-3                           | Details       |
| 44.                  | 18 mei 2014       | ATP Rome (3)              | Gravel        | Rafael Nadal          | 4-6, 6-3, 6-3                      | Details       |
| 45.                  | 6 juli 2014       | Wimbledon (2)             | Gras          | Roger Federer         | 6-7, 6-4, 7-6, 5-7, 6-4            | Details       |
| 46.                  | 5 oktober 2014    | ATP Peking (5)            | Hardcourt     | Tomáš Berdych         | 6-0, 6-2                           | Details       |
| 47.                  | 2 november 2014   | ATP Parijs (3)            | Hardcourt (i) | Milos Raonic          | 6-2, 6-3                           | Details       |
| 48.                  | 16 november 2014  | ATP World Tour Finals (4) | Hardcourt (i) | Roger Federer         | Walk-over                          | Details       |
| 49.                  | 1 februari 2015   | Australian Open (5)       | Hardcourt     | Andy Murray           | 7-6, 6-7, 6-3, 6-0                 | Details       |
| 50.                  | 22 maart 2015     | ATP Indian Wells (4)      | Hardcourt     | Roger Federer         | 6-3, 6-7, 6-2                      | Details       |
| 51.                  | 5 april 2015      | ATP Miami (5)             | Hardcourt     | Andy Murray           | 7-6, 4-6, 6-0                      | Details       |
| 52.                  | 19 april 2015     | ATP Monte Carlo (2)       | Gravel        | Tomáš Berdych         | 7-5 4-6 6-3                        | Details       |
| 53.                  | 17 mei 2015       | ATP Rome (4)              | Gravel        | Roger Federer         | 6-4, 6-3                           | Details       |
| 54.                  | 12 juli 2015      | Wimbledon (3)             | Gras          | Roger Federer         | 7-6, 6-7, 6-4, 6-3                 | Details       |
| 55.                  | 13 september 2015 | US Open (2)               | Hardcourt     | Roger Federer         | 6-4, 5-7, 6-4, 6-4                 | Details       |
| 56.                  | 11 oktober 2015   | ATP Peking (6)            | Hardcourt     | Rafael Nadal          | 6-2, 6-2                           | Details       |
| 57.                  | 18 oktober 2015   | ATP Shanghai (3)          | Hardcourt     | Jo-Wilfried Tsonga    | 6-2, 6-4                           | Details       |
| 58.                  | 8 november 2015   | ATP Parijs (4)            | Hardcourt (i) | Andy Murray           | 6-2, 6-4                           | Details       |
| 59.                  | 22 november 2015  | ATP World Tour Finals (5) | Hardcourt (i) | Roger Federer         | 6-3, 6-4                           | Details       |
| 60.                  | 9 januari 2016    | ATP Doha                  | Hardcourt     | Rafael Nadal          | 6-1, 6-2                           | Details       |
| 61.                  | 31 januari 2016   | Australian Open (6)       | Hardcourt     | Andy Murray           | 6-1, 7-5, 7-6(3)                   | Details       |
| 62.                  | 20 maart 2016     | ATP Indian Wells (5)      | Hardcourt     | Milos Raonic          | 6-2, 6-0                           | Details       |
| 63.                  | 3 april 2016      | ATP Miami (6)             | Hardcourt     | Kei Nishikori         | 6-3, 6-3                           | Details       |
| 64.                  | 8 mei 2016        | ATP Madrid (2)            | Gravel        | Andy Murray           | 6-2, 3-6, 6-3                      | Details       |
| 65.                  | 5 juni 2016       | Roland Garros (1)         | Gravel        | Andy Murray           | 3-6, 6-1, 6-2, 6-4                 | Details       |
| 66.                  | 31 juli 2016      | ATP Toronto (4)           | Hardcourt     | Kei Nishikori         | 6-3, 7-5                           | Details       |
| 67.                  | 7 januari 2017    | ATP Doha (2)              | Hardcourt     | Andy Murray           | 6-3, 5-7, 6-4                      | Details       |
| 68.                  | 1 juli 2017       | ATP Eastbourne            | Gras          | Gaël Monfils          | 6-3, 6-4                           | Details       |
| 69.                  | 15 juli 2018      | Wimbledon (4)             | Gras          | Kevin Anderson        | 6-2, 6-2, 7-6(3)                   | Details       |
| 70.                  | 19 augustus 2018  | ATP Cincinnati (1)        | Hardcourt     | Roger Federer         | 6-4, 6-4                           | Details       |
| 71.                  | 9 september 2018  | US Open (3)               | Hardcourt     | Juan Martín del Potro | 6-3, 7-6(4), 6-3                   | Details       |
| 72.                  | 14 oktober 2018   | ATP Shanghai (4)          | Hardcourt     | Borna Ćorić           | 6-3, 6-4                           | Details       |
| 73.                  | 27 januari 2019   | Australian Open (7)       | Hardcourt     | Rafael Nadal          | 6-3, 6-2, 6-3                      | Details       |
| 74.                  | 12 mei 2019       | ATP Madrid (3)            | Gravel        | Stéfanos Tsitsipás    | 6-3, 6-4                           | Details       |
| 75.                  | 14 juli 2019      | Wimbledon (5)             | Gras          | Roger Federer         | 7-6(5), 1-6, 7-6(4), 4-6, 13-12(3) | Details       |
| 76.                  | 6 oktober 2019    | ATP Tokio                 | Hardcourt     | John Millman          | 6-3, 6-2                           | Details       |
| 77.                  | 3 november 2019   | ATP Parijs (5)            | Hardcourt (i) | Denis Shapovalov      | 6-3, 6-4                           | Details       |
| 78.                  | 2 februari 2020   | Australian Open (8)       | Hardcourt     | Dominic Thiem         | 6-4, 4-6, 2-6, 6-3, 6-4            | Details       |
| 79.                  | 29 februari 2020  | ATP Dubai (5)             | Hardcourt     | Stéfanos Tsitsipás    | 6-3, 6-4                           | Details       |
| 80.                  | 29 augustus 2020  | ATP Cincinnati (2)        | Hardcourt     | Milos Raonic          | 1-6, 6-3, 6-4                      | Details       |
| 81.                  | 21 september 2020 | ATP Rome (5)              | Gravel        | Diego Schwartzman     | 7-5, 6-3                           | Details       |
| 82.                  | 2 februari 2021   | Australian Open (9)       | Hardcourt     | Daniil Medvedev       | 7-5, 6-2, 6-2                      | Details       |
| 83.                  | 29 mei 2021       | ATP Belgrado (3)          | Gravel        | Alex Molčan           | 6-4, 6-3                           | Details       |
| 84.                  | 13 juni 2021      | Roland Garros (2)         | Gravel        | Stéfanos Tsitsipás    | 6-7(6), 2-6, 6-3, 6-2, 6-4         | Details       |
| 85.                  | 11 juli 2021      | Wimbledon (6)             | Gras          | Matteo Berrettini     | 6-7(4), 6-4, 6-4, 6-3              | Details       |
| 86.                  | 7 november 2021   | ATP Parijs (6)            | Hardcourt (i) | Daniil Medvedev       | 4-6, 6-3, 6-3                      | Details       |
| 87.                  | 15 mei 2022       | ATP Rome (6)              | Gravel        | Stéfanos Tsitsipás    | 6-0, 7-6(3)                        | Details       |
| 88.                  | 10 juli 2022      | Wimbledon (7)             | Gras          | Nick Kyrgios          | 4-6, 6-3, 6-4, 7-6(3)              | Details       |
| 89.                  | 2 oktober 2022    | ATP Tel Aviv              | Hardcourt (i) | Marin Čilić           | 6-3, 6-4                           | Details       |
| 90.                  | 9 oktober 2022    | ATP Astana                | Hardcourt (i) | Stéfanos Tsitsipás    | 6-3, 6-4                           | Details       |
| 91.                  | 20 november 2022  | ATP Finals (6)            | Hardcourt (i) | Casper Ruud           | 7-5, 6-3                           | Details       |
| 92.                  | 8 januari 2023    | ATP Adelaide              | Hardcourt     | Sebastian Korda       | 6-7(8), 7-6(3), 6-4                | Details       |
| 93.                  | 29 januari 2023   | Australian Open (10)      | Hardcourt     | Stéfanos Tsitsipás    | 6-3, 7–6(4), 7–6(5)                | Details       |
| 94.                  | 11 juni 2023      | Roland Garros (3)         | Gravel        | Casper Ruud           | 7-6(1), 6-3, 7-5                   | Details       |
| 95.                  | 20 augustus 2023  | ATP Cincinnati (3)        | Hardcourt     | Carlos Alcaraz        | 5-7, 7-6(2), 7-6(3)                | Details       |
| 96.                  | 10 september 2023 | US Open (4)               | Hardcourt     | Daniil Medvedev       | 6-3, 7-6(5), 6-3                   | Details       |
| 97.                  | 5 november 2023   | ATP Parijs (7)            | Hardcourt (i) | Grigor Dimitrov       | 6-4, 6-3                           | Details       |
| 98.                  | 19 november 2023  | ATP Finals (7)            | Hardcourt (i) | Jannik Sinner         | 6-3, 6-3                           | Details       |
| 99.                  | 4 augustus 2024   | Olympische Spelen         | Gravel        | Carlos Alcaraz        | 7-6(3), 7-6(2)                     | Details       |
| 100.                 | 24 mei 2025       | ATP Genève                | Gravel        | Hubert Hurkacz        | 5-7, 7-6(2), 7-6(2)                | Details       |
| Verloren Finales     |                   |                           |               |                       |                                    |               |
| 1.                   | 30 juli 2006      | ATP Umag                  | Gravel        | Stanislas Wawrinka    | 6-6 opgave                         | Details       |
| 2.                   | 18 maart 2007     | ATP Indian Wells          | Hardcourt     | Rafael Nadal          | 2-6, 5-7                           | Details       |
| 3.                   | 9 september 2007  | US Open                   | Hardcourt     | Roger Federer         | 6-7, 6-7, 4-6                      | Details       |
| 4.                   | 15 juni 2008      | ATP Londen (1)            | Gras          | Rafael Nadal          | 6-7, 5-7                           | Details       |
| 5.                   | 3 augustus 2008   | ATP Cincinnati            | Hardcourt     | Andy Murray           | 6-7, 6-7                           | Details       |
| 6.                   | 28 september 2008 | ATP Bangkok               | Hardcourt (i) | Jo-Wilfried Tsonga    | 6-7, 4-6                           | Details       |
| 7.                   | 5 april 2009      | ATP Miami                 | Hardcourt     | Andy Murray           | 2-6, 5-7                           | Details       |
| 8.                   | 19 april 2009     | ATP Monte Carlo           | Gravel        | Rafael Nadal          | 3-6, 6-2, 1-6                      | Details       |
| 9.                   | 3 mei 2009        | ATP Rome                  | Gravel        | Rafael Nadal          | 6-7, 2-6                           | Details       |
| 10.                  | 14 juni 2009      | ATP Halle                 | Gras          | Tommy Haas            | 3-6, 7-6, 1-6                      | Details       |
| 11.                  | 23 augustus 2009  | ATP Cincinnati (2)        | Hardcourt     | Roger Federer         | 1-6, 5-7                           | Details       |
| 12.                  | 13 september 2010 | US Open (2)               | Hardcourt     | Rafael Nadal          | 4-6, 7-5, 4-6, 2-6                 | Details       |
| 13.                  | 7 november 2010   | ATP Bazel                 | Hardcourt (i) | Roger Federer         | 4-6, 6-3, 1-6                      | Details       |
| 14.                  | 21 augustus 2011  | ATP Cincinnati (3)        | Hardcourt     | Andy Murray           | 4-6, 0-3                           | Details       |
| 15.                  | 22 april 2012     | ATP Monte Carlo (2)       | Gravel        | Rafael Nadal          | 3-6, 1-6                           | Details       |
| 16.                  | 21 mei 2012       | ATP Rome (2)              | Gravel        | Rafael Nadal          | 5-7, 3-6                           | Details       |
| 17.                  | 11 juni 2012      | Roland Garros             | Gravel        | Rafael Nadal          | 4-6, 3-6, 6-2, 5-7                 | Details       |
| 18.                  | 19 augustus 2012  | ATP Cincinnati (4)        | Hardcourt     | Roger Federer         | 0-6, 6-7                           | Details       |
| 19.                  | 10 september 2012 | US Open (3)               | Hardcourt     | Andy Murray           | 6-7, 5-7, 6-2, 6-3, 2-6            | Details       |
| 20.                  | 7 juli 2013       | Wimbledon                 | Gras          | Andy Murray           | 4-6, 5-7, 4-6                      | Details       |
| 21.                  | 9 september 2013  | US Open (4)               | Hardcourt     | Rafael Nadal          | 2-6, 6-3, 4-6, 1-6                 | Details       |
| 22.                  | 8 juni 2014       | Roland Garros (2)         | Gravel        | Rafael Nadal          | 6-3, 5-7, 2-6, 4-6                 | Details       |
| 23.                  | 28 februari 2015  | ATP Dubai                 | Hardcourt     | Roger Federer         | 3-6, 5-7                           | Details       |
| 24.                  | 7 juni 2015       | Roland Garros (3)         | Gravel        | Stanislas Wawrinka    | 6-4, 4-6, 3-6, 4-6                 | Details       |
| 25.                  | 16 augustus 2015  | ATP Montréal              | Hardcourt     | Andy Murray           | 4-6, 6-4, 3-6                      | Details       |
| 26.                  | 23 augustus 2015  | ATP Cincinnati (5)        | Hardcourt     | Roger Federer         | 6-7, 3-6                           | Details       |
| 27.                  | 15 mei 2016       | ATP Rome (3)              | Gravel        | Andy Murray           | 3-6, 3-6                           | Details       |
| 28.                  | 11 september 2016 | US Open (5)               | Hardcourt     | Stanislas Wawrinka    | 7-6 (1), 4-6, 5-7, 3-6             | Details       |
| 29.                  | 20 november 2016  | ATP World Tour Finals (1) | Hardcourt (i) | Andy Murray           | 3-6, 4-6                           | Details       |
| 30.                  | 21 mei 2017       | ATP Rome (4)              | Gravel        | Alexander Zverev      | 4-6, 3-6                           | Details       |
| 31.                  | 24 juni 2018      | ATP Londen (2)            | Gras          | Marin Čilić           | 7-5, 6-7(4), 3-6                   | Details       |
| 32.                  | 4 november 2018   | ATP Parijs                | Hardcourt (i) | Karen Chatsjanov      | 5-7, 4-6                           | Details       |
| 33.                  | 18 november 2018  | ATP Finals (2)            | Hardcourt (i) | Alexander Zverev      | 4-6, 3-6                           | Details       |
| 34.                  | 19 mei 2019       | ATP Rome (5)              | Gravel        | Rafael Nadal          | 0-6, 6-4, 1-6                      | Details       |
| 35.                  | 11 oktober 2020   | Roland Garros (4)         | Gravel        | Rafael Nadal          | 0-6, 2-6, 5-7                      | Details       |
| 36.                  | 16 mei 2021       | ATP Rome (6)              | Gravel        | Rafael Nadal          | 5-7, 6-1, 3-6                      | Details       |
| 37.                  | 12 september 2021 | US Open (6)               | Hardcourt     | Daniil Medvedev       | 4-6, 4-6, 4-6                      | Details       |
| 38.                  | 24 april 2022     | ATP Belgrado              | Gravel        | Andrey Rublev         | 6-2, 6-7(4), 6-0                   | Details       |
| 39.                  | 6 november 2022   | ATP Parijs (2)            | Hardcourt (i) | Holger Rune           | 6–3, 3–6, 5–7                      | Details       |
| 40.                  | 16 juli 2023      | Wimbledon (2)             | Gras          | Carlos Alcaraz        | 6-1, 6-7(6), 1-6, 6-3, 4-6         | Details       |
| 41.                  | 14 juli 2024      | Wimbledon (3)             | Gras          | Carlos Alcaraz        | 2-6, 2-6, 6-7(4)                   | Details       |
| 42.                  | 13 oktober 2024   | ATP Shanghai              | Hardcourt     | Jannik Sinner         | 6–7(4), 3-6                        | Details       |
| 43.                  | 30 maart 2025     | ATP Miami (2)             | Hardcourt     | Jakub Menšík          | 6–7(4), 6–7(4)                     | Details       |
| Gewonnen Challengers |                   |                           |               |                       |                                    |               |
| 1.                   | 17 mei 2004       | Boedapest                 | Gravel        | Daniele Bracciali     | 6-1, 6-2                           | 6-1, 6-2      |
| 2.                   | 1 november 2004   | Aken                      | Tapijt (i)    | Lars Burgsmüller      | 6-4, 3-6, 6-4                      | 6-4, 3-6, 6-4 |
| 3.                   | 9 mei 2005        | San Remo                  | Gravel        | Francesco Aldi        | 6-3, 7-6                           | 6-3, 7-6      |

## Dubbelspel
| Nr.              | Datum          | Toernooi     | Ondergrond | Partner              | Tegenstanders                  | Score             | Ref.    |
| ---------------- | -------------- | ------------ | ---------- | -------------------- | ------------------------------ | ----------------- | ------- |
| Gewonnen Finales |                |              |            |                      |                                |                   |         |
| 1.               | 13 juni 2010   | ATP Londen   | Gras       | Jonathan Erlich      | Karol Beck David Škoch         | 6-7, 6-2, [10-3]  | Details |
| Verloren Finales |                |              |            |                      |                                |                   |         |
| 1.               | 7 januari 2007 | ATP Adelaide | Hardcourt  | Radek Štěpánek       | Wesley Moodie Todd Perry       | 4-6, 6-3, [13-15] | Details |
| 2.               | 26 juni 2021   | ATP Mallorca | Gras       | Carlos Gómez-Herrera | Simone Bolelli Máximo González | Walk-over         | Details |

## Landencompetities
| Nr.              | Datum                | Toernooi       | Ondergrond    | Partner(s)                                                                                             | Tegenstanders                                                                                | Score                 | Ref.    |
| ---------------- | -------------------- | -------------- | ------------- | --- | -------------------------------------------------------------------------------------------- | --------------------- | ------- |
| Gewonnen Finales |                      |                |               | |                                                                                              |                       |         |
| 1.               | 3-5 december 2010    | Davis Cup      | Hardcourt (i) | Nenad Zimonjić Janko Tipsarević Viktor Troicki                                                         | Gaël Monfils Michaël Llodra Arnaud Clément Gilles Simon                                      | 3-2 (5 wedstrijden)   | Details |
| 2.               | 21-23 september 2018 | Laver Cup      | Hardcourt (i) | Roger Federer Alexander Zverev Grigor Dimitrov David Goffin Kyle Edmund                                | Kevin Anderson John Isner Nick Kyrgios Jack Sock Diego Schwartzman Frances Tiafoe            | 13-8 (11 wedstrijden) | Details |
| 3.               | 12 januari 2020      | ATP Cup        | Hardcourt     | Dusan Lajovic Nikola Čačić Viktor Troicki                                                              | Rafael Nadal Roberto Bautista Agut Pablo Carreño Busta Feliciano López                       | 2-1 (3 wedstrijden)   | Details |
| Verloren Finales |                      |                |               | |                                                                                              |                       |         |
| 1.               | 4 januari 2008       | Hopman Cup     | Hardcourt (i) | Jelena Janković                                                                                        | Serena Williams Mardy Fish                                                                   | 1-2 (3 wedstrijden)   | Details |
| 2.               | 5 januari 2013       | Hopman Cup (2) | Hardcourt (i) | Ana Ivanović                                                                                           | Anabel Medina Garrigues Fernando Verdasco                                                    | 1-2 (3 wedstrijden)   | Details |
| 3.               | 15-17 november 2013  | Davis Cup      | Hardcourt (i) | Nenad Zimonjić Dušan Lajović Ilia Bozoljac                                                             | Tomáš Berdych Radek Štěpánek Lukáš Rosol Jan Hájek                                           | 2-3 (5 wedstrijden)   | Details |
| 4.               | 23-25 september 2022 | Laver Cup      | Hardcourt (i) | Casper Ruud Rafael Nadal Stéfanos Tsitsipás Roger Federer Andy Murray Matteo Berrettini Cameron Norrie | Taylor Fritz Félix Auger-Aliassime Diego Schwartzman Frances Tiafoe Alex de Minaur Jack Sock | 8-13 (11 wedstrijden) | Details |